# 豊林県
豊林県（ほうりん-けん）は、中華人民共和国黒竜江省伊春市に位置する県。

## 地理
旧五営区一帯にはチョウセンゴヨウの原生林があり、シナノキ属、カバノキ属、トウヒ属、モミ属などの樹種も多く生えている。1997年に「豊林生物圏保護区」としてユネスコの生物圏保護区に指定された。

## 歴史
2019年7月に新青区、紅星区、五営区が合併し、豊林県が発足。

## 行政区画
以下の区域を管轄する。
- 鎮：新青鎮、紅星鎮、五営鎮
- 林場：松林林場、泉林林場、水源林場、笑山林場、湯林林場、青林林場、結源林場、北溝林場、南溝林場、柳樹河林場、北影林場、翠北林場、前豊林場、清水河林場、湯洪嶺林場、湯北林場、霍吉河林場、三楊林場、湯南林場、庫斯特林場
- 経営所：紅林経営所、樺林経営所、烏拉嘎経営所、永豊経営所、平原経営所、麗豊経営所、楊樹河経営所、平山経営所、麗林経営所、五星河経営所、二楊経営所、共青経営所、二皮河経営所

## 交通
- 中国鉄路総公司
  - 中国鉄路ハルビン局集団公司
    - 南烏線（中国語版）（伊春方面）- 五星駅（中国語版） - 紅星駅（黒竜江）（中国語版） - 新青駅（中国語版） -（烏伊嶺方面）

## 健康・医療・衛生
- 豊林県人民医院